# Geraldine Dawson
Pour les articles homonymes, voir Dawson.
Geraldine Dawson, née en 1951, est une chercheuse américaine en psychologie du développement et de l'enfant , spécialisée dans l'autisme. En 2016, elle est directrice du centre de recherche dans l'autisme et le développement cérébral (Duke Center for Autism and Brain Development) et professeur au département de psychiatrie et de sciences du comportement à l'université Duke. En collaboration avec Sally J. Rogers, elle a empiriquement validé et participé à faire connaître le programme développemental de Denver, qui permet une prise en charge précoce de l'autisme. Ce programme a été classé parmi les dix avancées médicales les plus importantes de l'année 2012 par le Time Magazine,.

## Carrière scientifique

### Études et doctorat
Geraldine Dawson a obtenu son Bachelor of science en psychologie à l'université de Washington en 1974. En 1979, elle soutient sa thèse de doctorat, intitulée « Autisme infantile précoce et spécialisation hémisphérique » (Early Infantile Autism and Hemispheric Specialization) à l'université de Washington. Elle n'a pas publié d'articles dans des revues scientifiques à comité de lecture durant son doctorat ni l'année suivant son obtention,.

### Début de carrière
Après son doctorat, Geraldine Dawson effectue un post-doctorat d'un an à l'institut de neuropsychiatrie de l'université de Californie à Los Angeles. En 1980, elle devient associate professor en psychologie à l'université de Caroline du Nord à Chapel Hill. Dans un premier temps, elle poursuit avec ses collègues ses recherches sur les spécificités neurodéveloppementales des enfants autistes. Elle s'intéresse notamment à la spécialisation des hémisphères cérébraux dans le développement du langage,. Puis, elle et ses collègues étudient le développement émotionnel et social des enfants autistes,. Ils s'attachent notamment à caractériser les particularités des échanges affectifs entre les mères et leur enfant autiste,.

### Professeur de psychologie à l'université de Washington
En 1990, Geraldine Dawson obtient le titre et le poste de professeur à l'université de Washington. Elle restera à ce poste jusque 2007,. D'une part, elle et ses collègues effectuent des recherches sur le neurodéveloppement des très jeunes enfants. Ils s'intéressent notamment aux différences neurodéveloppementales entre les bébés ayant une mère présentant des symptômes de dépression et ceux ayant une mère ne présentant pas ce type de symptômes,. D'autre part, elle et son équipe poursuivent les recherches sur le développement social particulier des enfants autistes, notamment concernant l'attention conjointe,. Enfin, ils développent des méthodes de diagnostic très précoces de l'autisme chez les enfants d'environ un an, en se basant notamment sur l'étude de vidéos familiales (par exemple des vidéos du premier anniversaire de l'enfant),. Ces recherches sur le diagnostic très précoce de l'autisme seront particulièrement remarquées dans le domaine,,. 
À partir de 2000, les recherches de Geraldine Dawson et son équipe s'orientent ainsi sur l'étude du développement précoce des enfants autistes, concernant les habiletés sociales, dans un but de diagnostic très précoce ou pour caractériser le phénomène de régression développementale observé chez les enfants autistes avant l'âge de deux ans.
Elle fait par ailleurs partie, avec 177 chercheurs de 11 pays différents, du consortium pour la recherche de gènes liés à l'autisme (Autism Genome Project Consortium) qui a conduit à la découverte en 2007 puis en 2010 de certains gènes et mutations impliqués dans l'autisme,.

### Professeur à l'université de Caroline du Nord à Chapel Hill
De 2008 à 2013, Geraldine Dawson a été professeure de psychiatrie à l'université de Caroline du Nord à Chapel Hill. Durant cette période elle co-signe de nombreux articles en lien avec le consortium pour la recherche de gènes liés à l'autisme ayant trait aux causes biologiques et génétiques de l'autisme,. En 2010, son équipe et elle publient, en collaboration avec Sally J. Rogers, le premier essai randomisé contrôlé concernant une méthode d'intervention comportementale chez de très jeunes enfants autistes,. Cette étude tend à valider empiriquement l'efficacité du programme développemental de Denver, initialement décrit et développé par Sally J. Rogers et Hal Lewis en 1989,. 
En 2012, Geraldine Dawson reçoit le prix James McKeen Cattel de l'Association for Psychological Science, pour l'ensemble de sa carrière,.

### Professeur à l'université Duke
En 2013, Geraldine Dawson devient directrice du centre de recherche dans l'autisme et le développement cérébral (Duke Center for Autism and Brain Development) et professeur au département de psychiatrie et de sciences du comportement à l'université Duke, situé à Durham en Caroline du Nord. Avec son équipe et Sally J. Rogers, elle y poursuit notamment ses recherches sur le programme développemental de Denver.

### Bibliométrie et scientométrie
En 2016, Geraldine Dawson est auteure ou co-auteure de plus de 210 articles publiés dans des revues scientifiques à comité de lecture,. Cinq de ces articles sont cités plus de mille fois et plus de quatre-vingt sont cités plus de cent fois. Son h-index est supérieur à 90, tandis que les professeurs en psychologie ont en moyenne un h-index de 22. Bien que ces analyses bibliométriques ou scientométriques soient uniquement quantitatives, elles tendent à montrer que les recherches de Geraldine Dawson ont eu un impact important dans le domaine de l'autisme.

## Rôles dans les institutions universitaires, scientifiques ou politiques
En 2000, alors qu'elle est professeure de psychologie à l'université de Washington, elle y fonde un centre sur le traitement de l'autisme (University of Washington Autism Treatment Center), dont elle sera la directrice jusque 2007,. En 2008 elle devient professeure de psychiatrie à l'Université de Caroline du Nord à Chapel Hill et obtient le titre de professeur émérite de l'université de Washington. 
De 2008 à 2013, elle a été conseillère scientifique en chef de la fondation privée AutismSpeaks, qui a pour but de financer et d'aider la recherche pour la prévention et le traitement de l'autisme. Elle signe alors des articles de blogs et tourne des vidéos de vulgarisation, expliquant les avancées de la recherche sur l'autisme ou sensibilisant à cette thématique. Durant cette période, elle est l'employée la mieux payée de la fondation , gagnant en moyenne 440 000 $ par an,. En 2013, Geraldine Dawson quitte ce poste et devient directrice du Duke Center for Autism and Brain Development à l'université Duke,. 
Par ailleurs, à partir de 2010 elle est membre public du Comité de Coordination interinstitution sur l'autisme (Interagency Autism Coordinating Commitee, IACC). Elle est présidente de la société internationale pour la recherche sur l'autisme (international Society for Autism Research),. Enfin, elle a témoigné plusieurs fois devant le congrès américain en faveur des législations pour l'autisme,.

## Ouvrages
- Ouvrages traduit en français :
  - Sally J. Rogers et Geraldine Dawson (trad. de l'anglais par Bernadette Rogé), L'intervention précoce en autisme : le modèle de Denver pour jeunes enfants : Évaluation et prise en charge [« Early Start Denver Model for Young Children With Autism: Promoting Language, Learning and Engagement »], Paris, Dunod, coll. « Les Ateliers du praticien », 2 octobre 2013, 432 p. (ISBN 978-2-10-057653-1)
  - Sally J. Rogers, Geraldine Dawson et Laurie A. Vismara (trad. de l'anglais par Bernadette Rogé, Claire Bourdin et Sophie Besançon), L'intervention précoce en autisme pour les parents : Avec le modèle de Denver [« An Early Start for Young Children With Autism: Using Everyday Activities to Help Kinds Connect, Communicate and Learn »], Paris, Dunod, coll. « Mon Cahier d'accompagnement », 6 avril 2016, 384 p. (ISBN 978-2-10-072280-8)
- Ouvrages en anglais :
  - (en) Sally Ozonoff, Geraldine Dawson et James C. McPartland, A Parent's Guide to High-Functioning Autism Spectrum Disorder : How to Meet the Challenges and Help Your Child Thrive, Guilford Press, 14 novembre 2014, 308 p. (ISBN 978-1-4625-1747-3, lire en ligne)